# Centerpartiet (Estland)
Estniska Centerpartiet (estniska: Eesti Keskerakond, KE) är ett populistiskt och socialliberalt parti i Estland, bildat den 12 oktober 1991. Partiet har en plats i Europaparlamentet och är där medlem i Alliansen liberaler och demokrater för Europa (ALDE). Dess Europaparlamentariker sitter också i Gruppen Alliansen liberaler och demokrater för Europa (ALDE). 
Från partiets grundande 1991 till 2016 var Edgar Savisaar partiledare.
I parlamentsvalet 2007 fick partiet 26,1 procent av rösterna och med 29 av Riigikogus 101 mandat blev det det näst största partiet. I valet 2011 sjönk röstandelen till 23,3% och 26 platser och i valet 2015, efter en kampanj för att dubbla minimilönen och införa progressiv beskattning fick partiet 24,8% av rösterna och 27 platser. Från 2016 till 2021 var partiledaren Jüri Ratas Estlands premiärminister.
Trots att Centerpartiet varit ett stort mittenparti i många år tog de andra partierna länge avstånd från samarbete med det eftersom Centerpartiet ansetts ha för nära samröre med Rysslands maktparti Enade Ryssland. Partiet har starkast stöd i östra Estland i Narva som har stor ryskspråkig minoritet, och har även starkt stöd i Tallinns mer rysktalande och tätbefolkade höghusförorter som Lasnamäe. De tidigare premiärministrarna Edgar Savisaar och Jüri Ratas har båda varit borgmästare i Tallinn.